# 比科卡会战
比科卡会战（義大利語：Battaglia della Bicocca）是一场发生于1522年4月27日，意大利战争中的战斗，法国军队（主要是瑞士雇佣兵）在比科卡向神圣罗马帝国的营地发动进攻，但防守者事先做好了充分的准备，包括建立了一道胸墙作为工事，最后成功地使用火枪结合长矛的战术打败了进攻者，令进攻者损失3,000人左右。

## 战斗态势
由于法军对帕维亚的围攻，西班牙军队在向城市增援的过程中与法国军队遭遇，因瑞士雇佣兵在此之前未能得到充分的军饷，在他们的强烈要求下，人数优势的法国军队对西班牙人主动发动进攻。防守方的阵地由胸墙构成，胸墙后布置了4列火绳枪兵，之后是负责保护他们的德国雇佣兵，主要使用长矛等冷兵器，以及另外负责支援的6,000意大利人。
法国的进攻队形由瑞士人担任正面主力，组成两个方阵，各100人宽，75列纵深。黑带雇佣兵连队（主要由轻步兵和骑兵组成）负责保护瑞士人的右翼，维考特·德·劳特克本人指挥骑兵及部分意大利人处左翼试图进攻和包抄对方右防线，大部分意大利人则作为后备。14门大炮预计将用于首轮齐射以掩护进攻。

## 会战经过与结局
瑞士人过于自信而不等友军抵达即首先向对手进攻，他们使用传统的长矛方阵以密集阵形向对手冲锋，而防守者试验使用了一种新战术，即令4排火枪手以胸墙为掩护依次射击，结束者退回最后列装填由后排顶替位置，周而复始。
瑞士人首先受到对方的一轮炮火攻击，随后即为西班牙人的连续射击，在到达对手面前，他们已付出了1200人的惨重代价，但仍保持着士气。当他们成功抵达对手面前并开始攻击后，西班牙人开始后退，并由德国雇佣兵接替了位置向翻过胸墙的瑞士人发动反击。在双方的激烈搏斗中瑞士人被击败而不得不退回墙另一侧，追击射击的西班牙人则在过程中又消灭了对方近2,000人，包括22位军官（其中也包括和他们站在一起参加进攻的法国贵族）。
当原本支援瑞士人的其他法国军队赶到时，瑞士人已经退离了战场，劳特克指挥骑兵向对手冲锋，但是德国雇佣兵成功地守住了阵地直到其他友军赶到并同样将之击溃，比科卡战斗因而以神圣罗马帝国的全面胜利告终。
根据预计，进攻者损失共3,000人以上，而法国的14门大炮均被未开一炮即被缴获。经此重创，法国人在意大利北部完全陷入了被动，几乎完全将被驱逐，直到数年后法国国王弗朗索瓦一世亲自重新带着军队进入，挑起帕维亚会战。

## 战史中的影响
瑞士人在战斗中付出了惨重的代价，他们在这场灾难性的战斗中损失了大量优秀的士兵及指挥官，而且士气受挫，从此开始迅速走了下坡路，而在正面较量中击败他们的德国雇佣兵逐渐借此成名，开始成为新的优秀步兵而被各国重视。
在战斗过程中西班牙人成功证明了火枪结合长矛的阵形的巨大价值，同时验证了新发明的依次射击战术，这些概念都在随后的战争中被逐渐普及。人们开始相信，使用足够强大的火力，将能充分封堵长枪手们的冲锋进攻，而己方的长矛手适合以小规模的形式出现，用于保护这些射击者形成更有效的阵地，而不是用于密集的冲锋。
在战斗中胸墙的影响也相当显著，因此西班牙人从战斗中学到的宝贵经验即是战地工事的价值，包括在随后的意大利战争、帕维亚会战中均相当重视这些人为搭建的地形因素。
而在战斗中，一些黑带雇佣兵连队骑兵首次带着自己的火枪骑马出现，这种现象也被认为是日后龙骑兵兵种的一大雏形。

## 花絮
虽然比科卡会战中人数居劣势，但西班牙人取得胜利的代价实在太轻微。在西班牙语中从此多了个词汇“比科卡”（Bicoca），含义即为“一场轻松的、绝对有利的交易”。